# Joseph Ernst (Theologe, 1804)

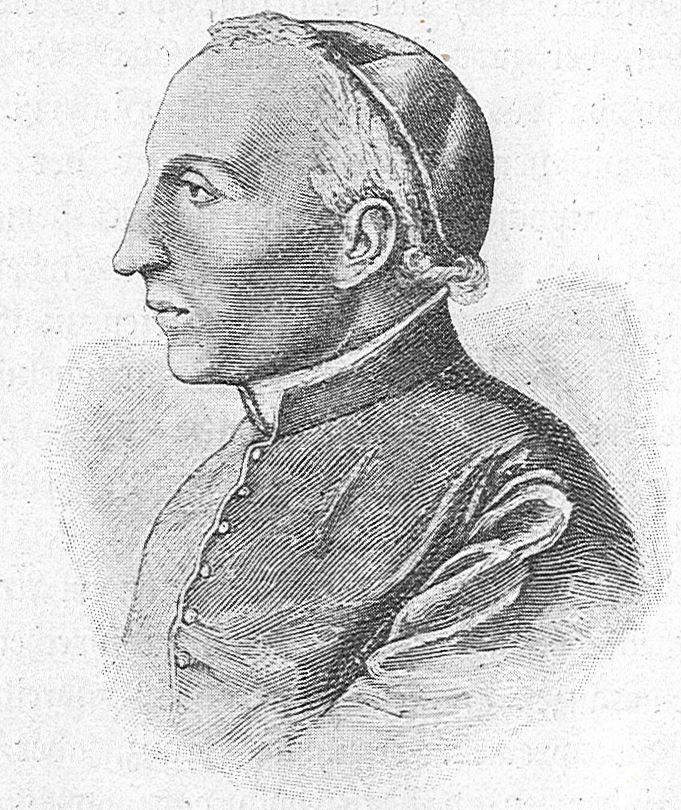
Joseph Ernst

Joseph Ernst (* 26. November 1804 in Stadlhof bei Teisnach/Niederbayern; † 21. Februar 1869 in Eichstätt) war ein deutscher römisch-katholischer Theologe, Geistlicher und Politiker.

## Leben
Ernst promovierte 1831 in Philosophie und 1835 in Theologie an der Gregoriana. 1834 empfing er in Rom die Priesterweihe. Dort wirkte er anschließend bis 1837 als Studienpräfekt am Collegium Germanicum. Ab 1837 unterrichtete er Kirchenrecht, Dogmatik, Moraltheologie und Pädagogik am  Klerikalseminar Eichstätt. 1837/38 war er Kaplan der Pfarrei St. Walburg in Eichstätt. Von 1838 bis 1862 war er Seminarregens und von 1843 bis 1862 Lyzealrektor in Eichstätt. Von 1844 bis 1869 lehrte Ernst als Professor am Lyzeum Eichstätt folgende Fächer: von 1844 bis 1850 Theoretische Philosophie und Philosophiegeschichte, von 1848 bis 1852, von 1855 bis 1859 und von 1865 bis 1866 Pädagogik, von 1850 bis 1852 Moraltheologie, von 1850 bis 1862 Pastoraltheologie, von 1853 bis 1862 und von 1863 bis 1869 Dogmatik. Von 1843 bis 1859 war Ernst Domkapitular und von 1859 bis 1869 Dompropst in Eichstätt. Seine Korrespondenz wird im Diözesanarchiv Eichstätt aufbewahrt.
Im Jahr 1863 wurde Ernst im Wahlkreis Neumarkt in der Oberpfalz in die bayerische Kammer der Abgeordneten gewählt, schied aber schon 1865 aus gesundheitlichen Gründen wieder aus; zu seinem Nachfolger wurde Josef Edmund Jörg.